# Němčice (okres Pardubice)
Obec Němčice se nachází v okrese Pardubice, kraj Pardubický, na pravém břehu řeky Labe zhruba 6 km ssv. od Pardubic. Žije zde 854 obyvatel.

## Historie
První písemná zmínka o obci pochází z roku 1436.

## Pamětihodnosti
- Pomník obětem druhé světové války v jižní části vsi

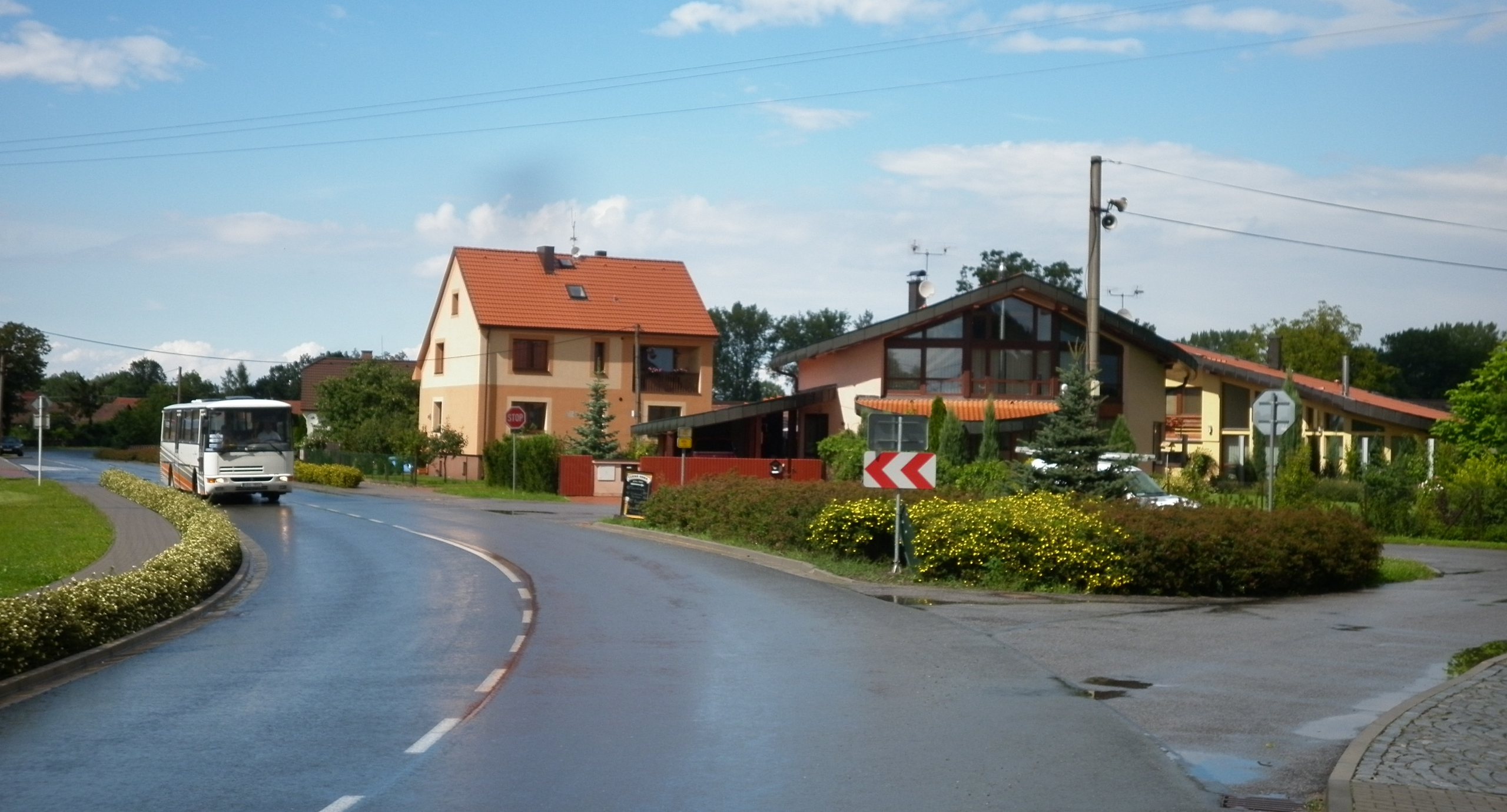
Němčice, hlavní silnice

## Autobusová doprava
- MHD číslo 16 (směr Dříteč/Hlavní nádraží)
- Linkový autobus číslo 601(směr Hradec Králové/Pardubice)